# Canton de Domart-en-Ponthieu
Pour l’article homonyme, voir Domart.
Le canton de Domart-en-Ponthieu est un ancien canton français situé dans le département de la Somme et la région Picardie.

## Géographie
Ce canton était organisé autour de Domart-en-Ponthieu dans l'arrondissement d'Amiens. Son altitude variait de 19 m (Saint-Ouen) à 166 m (Bonneville) pour une altitude moyenne de 73 m.

## Histoire
- De 1833 à 1848, les cantons de Bernaville et de Domart avaient le même conseiller général. Le nombre de conseillers généraux était limité à 30 par département.

## Administration

### Conseillers généraux de 1833 à 2015
| Période | Période      | Identité                             | Étiquette   | Qualité                                                                                     |
| ------- | ------------ | ------------------------------------ | ----------- | ------------------------------------------------------------------------------------------- |
| 1833    | 1842         | Jacques Antoine Lefebvre             |             | Notaire, maire de Bernaville                                                                |
| 1842    | 1848         | Henri François de Domesmont          |             | Magistrat                                                                                   |
| 1848    | 1852         | André Macquet                        |             | Notaire à Domart-en-Ponthieu                                                                |
| 1852    | 1868         | Pierre Dhavernas                     |             | Notaire, propriétaire, maire d'Amiens (1865-1868)                                           |
| 1868    | 1883         | Octave Dhavernas (fils du précédent) | Républicain | Notaire et avocat à Paris, maire d'Amiens (1865-1868)                                       |
| 1883    | 1903 (décès) | François-Jules Brouilly              | Républicain | Agriculteur Maire de La Vicogne (1870-1888), conseiller d'arrondissement                    |
| 1903    | 1907         | Joseph Billet                        | Rad.        | Officier de santé Adjoint au maire de Berteaucourt-les-Dames                                |
| 1907    | 1940         | Anatole Jovelet                      | Rad.        | Négociant en vins Maire de Saint-Léger-lès-Domart Député (1914-1923) Sénateur (1923-1944)   |
|         |              |                                      |             |                                                                                             |
| 1945    | 1959 (décès) | Jean Martin                          | PCF         | Médecin Maire de Saint-Ouen (1945-1947 et 1950-1959)                                        |
| 1959    | 1976         | René Lamps                           | PCF         | Instituteur Député (1945-1958 et 1962-1978) Maire d'Amiens (1971-1989)                      |
| 1976    | 2008         | Gilbert Temmermann                   | PS          | Artisan peintre Maire de Canaples (1965-2001), député suppléant de Jacques Becq (1988-1993) |
| 2008    | 2015         | Dominique Proyart                    | PS          | Instituteur Maire d'Havernas (1989-2018)                                                    |

### Conseillers d'arrondissement (de 1833 à 1940)
Le canton de Domart avait deux conseillers d'arrondissement (jusqu'en 1928).
Il appartenait à l'Arrondissement de Doullens jusqu'à sa disparition en 1926.
| Période                                  | Période      | Identité                                          | Étiquette   | Qualité |
| ---------------------------------------- | ------------ | ------------------------------------------------- | ----------- | --- |
| 1833                                     | 1845         | Grégoire Joseph Brasseur                          |             | Notaire et propriétaire à Naours                                                                            |
| 1833                                     | 1839         | Auguste Isidore Carette (1767-1857)               |             | Propriétaire-cultivateur et rentier, maire d'Halloy-lès-Pernois                                             |
| 1839                                     | 1848 (décès) | Louis Pierre Simon Brandicourt-Dupuis (1774-1848) |             | Propriétaire, maire de Domart                                                                               |
| 1845                                     | 1848         | Auguste Isidore Carette                           |             | Maire d'Halloy                                                                                              |
|                                          |              |                                                   |             | |
|                                          | 1883         | François-Jules Brouilly                           | Républicain | Agriculteur, maire de La Vicogne (1870-1888)                                                                |
|                                          |              |                                                   |             | |
| 1904                                     | 1928 (décès) | Eugène-Léon Brouilly (1852-1928)                  | Radical     | Propriétaire agriculteur à Naours, maire de La Vicogne                                                      |
| 1907                                     | Octobre 1928 | Adhélard Wimart (1860-1932)                       | RG          | Agriculteur, maire de Berneuil                                                                              |
| Décembre 1928                            | 1932 (décès) | Adhélard Wimart (1860-1932)                       | RG          | Agriculteur, maire de Berneuil                                                                              |
| 1931                                     | 1940         | Gérard de Berny (1880-1957)                       | RG          | Propriétaire à Amiens, exploitant agricole, maire de Ribeaucourt (1928-1957)                                |
| 1932                                     | 1940         | Léon Lerre                                        | Rad.ind.    | Cultivateur, maire de Naours (1928-1945)                                                                    |
| 1940                                     |              |                                                   |             | Les conseils d'arrondissement ont été suspendus par la loi du 12 octobre 1940 et n'ont jamais été réactivés |
| Les données manquantes sont à compléter. |              |                                                   |             | |

## Composition
Le canton de Domart-en-Ponthieu regroupait 20 communes et comptait 11 096 habitants (recensement de 1999 sans doubles comptes).
| Communes               | Population (2012) | Code postal | Code Insee |
| ---------------------- | ----------------- | ----------- | ---------- |
| Berneuil               | 214               | 80620       | 80089      |
| Berteaucourt-les-Dames | 1 109             | 80850       | 80093      |
| Bonneville             | 348               | 80670       | 80113      |
| Canaples               | 596               | 80670       | 80166      |
| Domart-en-Ponthieu     | 1 126             | 80620       | 80241      |
| Franqueville           | 108               | 80620       | 80346      |
| Fransu                 | 104               | 80620       | 80348      |
| Halloy-lès-Pernois     | 355               | 80670       | 80408      |
| Havernas               | 375               | 80670       | 80423      |
| Lanches-Saint-Hilaire  | 109               | 80620       | 80466      |
| Fieffes-Montrelet      | 299               | 80670       | 80566      |
| Naours                 | 1 124             | 80260       | 80584      |
| Pernois                | 645               | 80670       | 80619      |
| Ribeaucourt            | 185               | 80620       | 80671      |
| Saint-Léger-lès-Domart | 1 758             | 80780       | 80706      |
| Saint-Ouen             | 2 196             | 80610       | 80711      |
| Surcamps               | 56                | 80620       | 80742      |
| Vauchelles-lès-Domart  | 106               | 80620       | 80778      |
| La Vicogne             | 195               | 80260       | 80792      |
| Wargnies               | 88                | 80670       | 80819      |

## Démographie
| 1962  | 1968   | 1975   | 1982   | 1990   | 1999   | 2009 |
| ----- | ------ | ------ | ------ | ------ | ------ | ---- |
| 9 499 | 10 220 | 10 137 | 10 535 | 10 936 | 11 096 | -    |